# E-mærket
E-mærket er certificeringsordning, hvor netbutikker, for at få tildelt mærket, skal leve op til nogle forbrugerbeskyttende retninglinjer. Det drives af  bl.a. Forbrugerrådet, Dansk Erhverv og Dansk Industri.
E-mærket, tidligere kendt som e-handelsfonden, blev stiftet i år 2000 med støtte fra Videnskabsministeriet og havde pr. januar 2017 over 2200 godkendte medlemsvirksomheder, der driver e-handel inden for forskellige brancher. Fra biler til boligudstyr og fra dagligvarer til designertøj. Bag e-mærket står i dag Forbrugerrådet, Dansk Erhverv, DI, FDIH, HK, Dansk IT og FinansDanmark.
e-mærket vil gennem tillidsskabende tiltag fremme dansk e-handel og bringe køber og sælger tættere sammen - til gavn for forbrugere, erhvervsliv og samfund. For virksomhederne betyder det et boost til både butik og bundlinje. For forbrugerne betyder det en let og lige vej til bedre online shopping.
Alle e-mærkede webshops bliver løbende kontrolleret af e-mærkets jurister, som sikrer, at forbrugerne blandt andet har let adgang til webshoppens kontaktinformationer og bliver oplyst om reglerne for reklamation og fortrydelse. Samtidig har både shoppen og kunderne fri adgang til e-mærkets juridiske vejledning. 
I marts 2015 lancerede e-mærket en køberbeskyttelse, som sikrer forbrugerne økonomisk med helt op til 10.000 kr. pr handel ved køb af fysiske varer. 
Siden maj 2016 har e-mærkede webshops haft adgang til nye tillidsskabende tiltag – en kundescore og en fragtscore. Kundescoren viser, hvad andre kunder, synes om shoppen. 

## Eksterne kilde og henvisning
- e-mærket.dk Arkiveret 26. februar 2019 hos  Wayback Machine